# Erkki Gustafsson
Erkki Gustafsson (Helsinki, 31 december 1912 – aldaar, 13 januari 1966) was een voetballer uit Finland, die speelde als aanvaller voor HT Helsinki gedurende zijn carrière. Hij overleed op 53-jarige leeftijd in de Finse hoofdstad Helsinki.

## Interlandcarrière
Gustafsson speelde in totaal drie interlands voor de nationale ploeg van Finland in de periode 1936–1939. Hij vertegenwoordigde zijn vaderland bij de Olympische Spelen van 1936 in Berlijn, Duitsland, waar Finland in de eerste ronde werd uitgeschakeld na een 7-3 nederlaag tegen Peru. Doelpuntenmakers namens Finland waren Ernst Grönlund, Pentti Larvo en William Kanerva.